# Fatalismo
(Francesco Petrarca)
Il fatalismo è una dottrina filosofica o una concezione teologica che, contrapponendo il predeterminismo al libero arbitrio, rimarca la sottomissione di tutti gli eventi o azioni al fato o al destino, ed è comunemente associato al conseguente atteggiamento di rassegnazione verso gli avvenimenti che si pensa siano ineluttabili, predestinati, già stabiliti.
Il fato può essere vissuto come provvidenziale, tramite la fede che un ordine cosmico detto logos presieda all'esistenza quotidiana. In questo caso si è disposti ad accettare passivamente il corso degli eventi senza tentare di modificare lo status quo. Ma esiste pure un fatalismo ritenuto illogico, disordinato e perciò indegno di fede/fiducia. Anzi: il fato nasce con un valore negativo nell'epica e nella tragedia greche, da Omero a Sofocle (si veda l'Edipo re), e anche nella primissima filosofia, dal frammento di Anassimandro a Eraclito, da Empedocle all'antiteodicea di Epicuro, e in Virgilio.

## Il fatalismo nella religione

### Cultura antica
(Virgilio, Eneide, VI 376)
Nella tragedia greca, Ananke è la divinità che personifica il destino e la necessità a cui non possono sfuggire neppure gli dèi inclusa la divinità suprema come Zeus/Giove.
(Eschilo, I sette contro Tebe, 467 a.C., vv. 700-710)
(Eschilo, Prometeo incatenato, 460 a.C. circa, vv. 515-525)
(Euripide, Alcesti, 438 a.C., vv. 962-972)

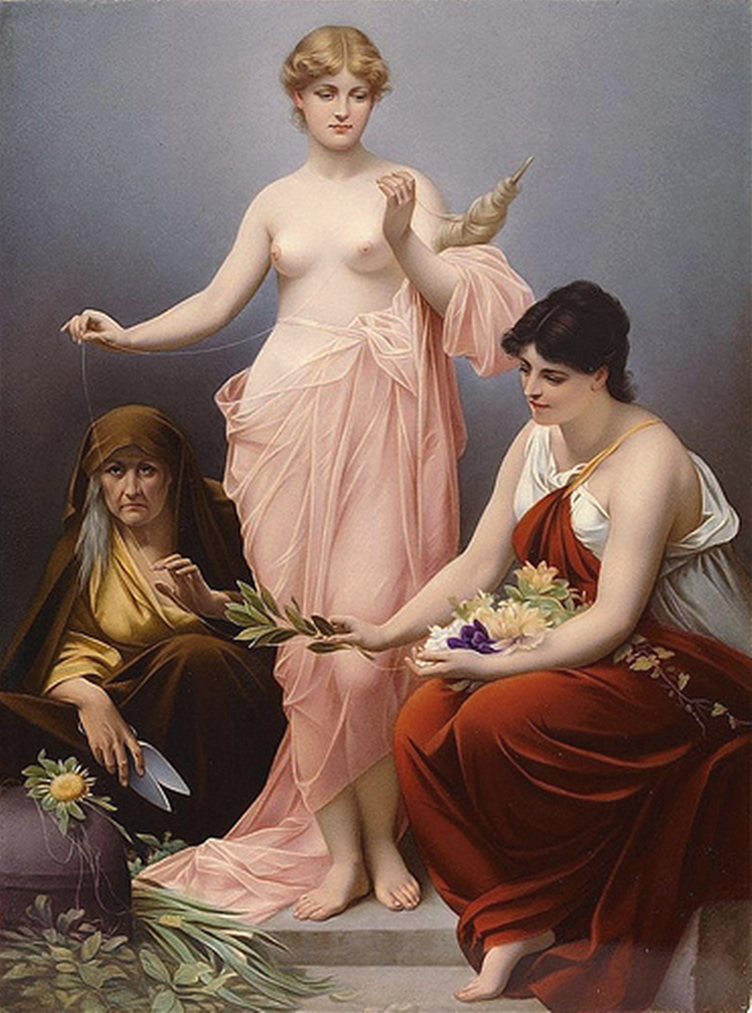
Paul Thumann, Le tre Parche, XIX secolo.

Se persino gli dèi subiscono un determinismo esterno concernente il decorso della Storia, o se i fati decisi dalle divinità non possono essere mutati, esistevano diverse divinità del destino, alcune avverse, altre neutre o benevole, a esempio nei miti delle Moire o Parche e delle Norne.
(Teogonia di Esiodo, vv. 211-222)
(Platone, Repubblica X,130,34)
Tradizionalmente Cloto fila lo stame della vita, Lachesi lo distribuisce e Atropo lo recide. In questo caso la divinità suprema non è né sommamente buona, né malvagia ma imperscrutabile e mutevole (disteismo) e accetta anche lui il Fato.
(Giove, in Virgilio, Eneide, X, 467-468)

Il fatalismo positivo d'un logos provvidenziale è invece proposto dallo stoicismo greco e romano, da Zenone di Cizio a Seneca e Marco Aurelio. Per quest'ultimo le difficoltà fanno parte della natura delle cose o del piano divino, né è da temere la morte, qualunque cosa sia. Il saggio agisce secondo ragione, modifica la realtà dove può altrimenti interviene sulla rappresentazione interiore (come insiste Epitteto), ma accetta volontariamente il Fato: 
(Marco Aurelio, Colloqui con se stesso, 4.34)

La cultura latina presenta un esempio di fatalismo con Marco Manilio (I secolo a.C. - I secolo d.C.), il quale, nel suo scritto Astronomica, fa trasparire lievemente ed in forma velata la sua concezione fatalistica stoica basata su un logos inteso anche come demiurgo della realtà. 
(Marco Manilio, Astronomica, IV, 22)

### Cristianesimo
Una forma piuttosto diversa di fatalismo è proposta anche dalla letteratura apocalittica ebraica e dalla dottrina cristiana della Divina Provvidenza. La stessa tradizione biblica presenta una componente storiosofica ad elevato tasso di predeterminismo: il millenarismo con la settimana cosmica e il settemillenarismo, su cui poggia la corrente teologica dispensazionalista.
Nel Medioevo la Scolastica ha riformulato il problema nei termini d'una impossibilità per qualsiasi entità cosmica, diversa da Dio o lontana dalla condizione divina, d'essere al contempo causa ed effetto di se stessa, in latino: causa sui oppure ens a se (aseità), di contro all'ens ab alio (abalietà).

### Altro
Partendo invece dall'altra radice della cultura europea/occidentale, la filosofia (Platone) e scienza (Ipparco di Nicea) greche, nel movimento New Age si è diffusa l'idea di una sequenza eonica delle ere zodiacali. L'astrologia è una disciplina solitamente fatalista.
Il Talmud babilonese cita invece una nota parabola della "morte inevitabile".

## Il fatalismo nella filosofia della religione
(Seneca, Lettere morali a Lucilio, 107, 11, 5)
Leibniz contrappone quello che chiama il fato "maomettano" cioè il fatalismo predeterministico come esposto ad esempio da al-Farabi ma specialmente da Origene (e riprendendo l'argomentazione di Cicerone che attacca il cosiddetto «ragionamento pigro» (ἀργὸς λόγος) o "argomento pigro" secondo il quale se mi ammalo non vale chiamare il medico per curarmi poiché il corso della malattia è già scritto dal fato; questo fu già criticato da Aristotele e Crisippo) al fato come lo intendevano gli stoici, che vedevano il corso degli eventi umani come una concatenazione di cause nella quale l'uomo poteva inserirsi liberamente realizzando la sua volontà secondo ragione, seguendo il libero arbitrio. 
L'argomento pigro non è che una formulazione estremistica del fatalismo: non solo ci si adatta al fato, ma non si fa proprio nulla per evitare un male o procurarsi un bene, poiché ogni minima cosa sarebbe predeterminata:
(Origene)
(Leibniz)
Il mondo infatti nella visione di Leibniz è degli stoici è un insieme ordinato nelle sue parti stabilito da Dio da sempre, ed è questa "armonia prestabilita" che rende possibile l'accordo tra la predeterminazione divina e la libertà. L'uomo cioè agisce liberamente integrandosi in un mondo dove ciascuno fa la sua parte, armonizzandosi con il tutto ordinato prestabilito da Dio; l'uomo non è quindi una marionetta del Fato, pur essendovi soggetto.
Il tema del fatalismo torna al centro della riflessione con lo Zeitgeist del Romanticismo ottocentesco, a cominciare da Kant. In Nietzsche fatalismo e fiducia sono le caratteristiche del nichilismo attivo, il "pessimismo coraggioso" ed eroicamente titanico dell'oltreuomo (Übermensch), che in sostanza è una sintesi del "pessimismo cosmico" dello Schopenhauer neobuddhista (per Schopenhauer "si può fare ciò che si vuole, ma in ogni momento della vita si può volere solo una cosa precisa e assolutamente nient'altro che quella") e di Leopardi, e dell'ottimismo anti-fatalistico emersoniano del saggio "Fato". Il fato, secondo Nietzsche, ripropone ciclicamente le stesse situazioni, in conformità con il modello zoroastriano dell'eterno ritorno; non è dunque possibile interpretare la vita, illudendosi di potere agire su di essa, ma bisogna accettarla con la semplicità d'un fanciullo. All'uomo superiore Nietzsche attribuisce un'adesione incondizionata al proprio destino, l'amor fati, variante neospinoziana dell'amor crucis cristiano.

Secondo Habermas anche in Heidegger, soprattutto dopo la Kehre, prevale l'idea di un abbandono all'Essere come "evento" (Ereignis), dunque un'analoga accondiscendenza e arrendevolezza: il termine da lui usato per designare tale abbandono proviene dalla mistica renano-fiamminga ed è Gelassenheit, titolo d'una sua conferenza del 1955 pubblicata nel 1959.
Invece, e forse inaspettatamente, nel pensiero dell'ultimo Hegel spunta una drastica dissociazione fra il pantragismo e il giustificazionismo panlogistico come patodicea e/o teodicea. Nella famosa sezione dedicata all'"astuzia della Ragione" (List der Vernunft), nella Introduzione alle Lezioni sulla filosofia della storia, egli approda a un netto distinguo fra:
- l'alienazione (Entäusserung) dello Spirito assoluto, che sarà pure riconciliabile (versöhnlich) con se stesso, e
- l'estraniazione (Entfremdung) dello spirito soggettivo e personale, il quale invece non ne può ricavare alcuna consolazione e conforto (la "coscienza infelice").

Rimane solo l'essere parassitati strumentalmente dal male: "spirito", sì, però comunque fatalismo anti-provvidenziale, esiziale, negativo, maligno. Con ciò viene rigettata ogni identificazione intenzionale delle coscienze individuali nei confronti d'una simile mostruosa progettazione e architettura del decorso storico.

## Il fatalismo materialistico e immanente
(Paul Henri Thiry d'Holbach)
Oltre al fatalismo dei filosofi della religione citati, esiste anche un fatalismo materialistico, immanente, risultante dall'evolversi dei vincoli e delle possibilità nel susseguirsi degli eventi cosmici. Il riferimento è all'epistemologia dell'emergentismo, ma pure a ciò che Ernst Bloch ha definito "sinistra aristotelica", vale a dire al rapporto nell'ontologia di Aristotele fra atto e potenza, ossia a quanto sussisterebbe come "tendenza-latenza" nella materia. Tuttavia questi pensatori si concentrano più sulle ipotetiche modalità di un simile cambiamento e non sulle sue tempistiche, le quali possono o meno trascenderci.
Neuroscienziati e pensatori moderni neodeterministi si sono interrogati sull'esistenza effettiva del libero arbitrio come illusione percettiva-cognitiva, del divenire e della predestinazione immanente, addirittura l'indeterminismo quantistico fornisce una base per un fatalismo casuale, dove le fluttuazioni incontrollabili e prive di senso o l'entanglement influiscono sul destino di ognuno. Se infatti il determinismo aveva finito per negare la libertà umana, i sostenitori dell'indeterminismo adesso attribuivano al caso la genesi delle nostre azioni, giungendo così ugualmente a negare che la volontà umana fosse libera, in quanto essendo soggetta a parametri irrazionali, risulterebbe incontrollabile.
L'argomento standard contro l'esistenza del libero arbitrio ebbe modo così di basarsi su due differenti opzioni, cioè sulle seguenti concezioni:
- l'interpretazione deterministica della natura, secondo la quale sono solo le leggi fisiche a dettare i comportamenti umani;
- l'interpretazione indeterministica, per cui ogni evento è prodotto dal caso, e le scelte individuali sarebbero il risultato di questi processi casuali.[17]

Per via di una tale impostazione filosofica veniva a porsi il problema, di natura non solo morale ma anche giuridica, se l'uomo fosse ancora da considerarsi eticamente responsabile delle sue azioni e non solo soggetto giudicabile in base al mero utilitarismo, alla necessità e al "fato" come in Cesare Beccaria, d'Holbach o La Mettrie. 
(Paul Henri Thiry d'Holbach)
(Julien Offray de La Mettrie)
 O ancora ci si domanda se l'argomento pigro avesse almeno in teoria senso. Secondo alcuni (come Arnaldo Benini, Dan Wegner, Thalia Wheatley, Paul Bloom) l'illusione necessaria che esista un libero arbitrio è comunque una protezione biologica sufficiente, assieme all'istinto di sopravvivenza, verso l'inazione o il compiere atti antisociali, mentre i critici del riduzionismo si sono espressi contro tale concezione fatalista scientista.
Il filosofo Peter Wessel Zapffe è uno degli esempi recente di una visione pessimistica basata sul fatalismo dell'esistenza umana, di impostazione esistenzialista e materialista, che lo porta all'antinatalismo e nichilismo filosofico.